# Doclea unidentata
Doclea unidentata is een krabbensoort uit de familie van de Epialtidae. De wetenschappelijke naam van de soort is voor het eerst geldig gepubliceerd in 2004 door Chen & Ng.